# Elisabeth van der Woude
Elisabeth van der Woude (* 11. Januar 1657 in Niedorp; † 1694 in Amsterdam) war eine niederländische Reisende und Autorin.
Mit 19 Jahren wanderte Elisabeth mit ihrer Familie (Vater Harman van der Woude, Bruder, Schwester) und 50 Dienstkräften in die niederländische Kolonie im heutigen Französisch-Guayana aus. Bei der Überquerung des Atlantiks starben bereits Vater und Schwester, in der neuen Heimat dann auch viele der Dienstkräfte, obwohl sie gutes Land und Freunde bei den Einheimischen fanden. Van der Woude machte sich bald auf die Rückreise, wurde dabei aber von Piraten überfallen und gefangen genommen. Dennoch schaffte sie es, in die Heimat zurückzukehren. Über ihre Erlebnisse führte sie ein Tagebuch, das 2001 in den Niederlanden veröffentlicht wurde.